# Neoperla aeripennis
Neoperla aeripennis är en bäcksländeart som först beskrevs av Günther Enderlein 1909.  Neoperla aeripennis ingår i släktet Neoperla och familjen jättebäcksländor. Inga underarter finns listade i Catalogue of Life.